# 鼻責め
鼻責め（はなぜめ）とは、鼻に対して何らかの責めを行い性的興奮を高めるSMプレイの一種。

## 概要
近代において鼻の高さは美の基準の一つになってきた。また慣用句にも「鼻が高い」「鼻にかける」というように自慢という意味をもつ身体部位でもある。そのためSMプレイにおいて相手の自尊心を貶めるために、緊縛した相手を「ブタ」と罵るなどの行為の際にその鼻を本当のブタのように押し上げることから始まったとされる。

## 責めの種類
鼻を押し上げることだけが鼻責めと思われているが、いくつかバリエーションがある。
- 鼻を押し上げる：指もしくは器具（鼻フック）で押し上げる。鼻フックがアダルトビデオや芸能人などによりマスメディアを介して広まったため鼻責め＝鼻フックという誤解もある。
- 鼻をつぶす：指で鼻をおしつぶす。透明なテープを用いて固定する方法もある。またストッキングをかぶせて鼻の変形を楽しむ場合もある。
- 鼻をつまむ：指、もしくは洗濯バサミで鼻をつまみ上げる。
- 鼻を膨らませる：本人が自分の筋肉で鼻を膨らませる。唯一、本人の意思でしか出来ない。
- 水を注ぐ：水が入ると鼻の粘膜は非常に痛む。そのため拷問のように用いる。
- タバコを吸わせる：鼻を押し上げ、タバコの煙を吹き込む。鼻の粘膜は敏感なためタバコの煙は滲みて非常に苦痛を伴う。また鼻にタバコを挿入することで非常に間抜けな姿にして揶揄する。
- 異物挿入：指や豆、棒などを挿入し間抜け面にして揶揄する。ゴカイやイソメのような生きた長い虫を挿入し左右の穴を通すというハードな責めもある。
- 鼻輪：鼻の壁に穴をあけ、鼻輪を通す。鼻輪は牛に嵌められるものという認識があるので家畜プレイなどに用い、相手を貶める。引き手を付けて引き回すことでさらなる屈辱を与える。ただし鼻の壁がちぎれる危険がある。
- ピアス：強制的にピアス穴を開け、そこに目立つ形状のバーやリングなどのピアスを入れる。
- 鼻ほじり：鼻の穴に指を入れてほじくり回す、または鼻をほじる姿を鑑賞する。
- 鼻フェラ（鼻舐め）：鼻を舐めたり、鼻全体をしゃぶったりする。 鼻の穴に舌を入れて舐め回すこと。